# Hannu Posti
Hannu Kalevi Posti, né le 15 janvier 1926 à Vehkalahti et mort le 13 juin 2012 à Helsinki est un athlète et biathlète finlandais, participant aux Jeux olympiques d'été et d'hiver.

## Biographie
Pour ses débuts internationaux en athlétisme en 1950, il est cinquième du 5 000 mètres aux Championnats d'Europe. Il obtient son meilleur résultat dans ce sport aux Jeux olympiques d'été de 1952 à Helsinki en Finlande, où il prend la quatrième place, à trois secondes environ du troisième Aleksandr Anufriyev. Il accumule neuf titres de champion de Finlande.
Aux Championnats du monde 1963, il gagne la médaille de bronze sur l'individuel et celle d'argent que par équipes, comme en 1962. Il court sa dernière compétition internationale à l'occasion des Jeux olympiques d'hiver de 1964, où il prend la huitième place de l'individuel.
Il devient entraîneur d'athlétisme après cela, amenant notamment Tapio Kantanen à une médaille olympique.

## Palmarès en biathlon

### Championnats du monde
- Championnats du monde 1962 à Hämeenlinna :
  -  Médaille d'argent par équipes.
- Championnats du monde 1963 à Seefeld :
  -  Médaille d'argent par équipes.
  -  Médaille de bronze au 20 km individuel.